# Белч-Великий
Белч-Великий (пол. Bełcz Wielki, нім. Oderbeltsch) — село в Польщі, у гміні Нехлюв Ґуровського повіту Нижньосілезького воєводства.
Населення — 245 осіб (2011).
У 1975-1998 роках село належало до Лешненського воєводства.

## Демографія
Демографічна структура станом на 31 березня 2011 року:
|          | Загалом | Допрацездатний вік | Працездатний вік | Постпрацездатний вік |
| -------- | ------- | ------------------ | ---------------- | -------------------- |
| Чоловіки | 114     | 28                 | 74               | 12                   |
| Жінки    | 131     | 33                 | 67               | 31                   |
| Разом    | 245     | 61                 | 141              | 43                   |